# Wavrin
Wavrin, pequeño pueblo semirrural de 7737 habitantes, sus orígenes se remontan aproximadamente al año 1020, cuando surgió como una baronía ("Baronnie De Wavrin"), y aún conserva su escudo representativo. El actual municipio de  Wavrin se encuentra a 15 km al sudoeste de Lille, en el departamento del Norte, en la región Norte-Paso de Calais. En el corazón de la planicie de Weppes, se accede al pueblo a través de la ruta nacional 41 (Lille-La basée) pero también por vía ferroviaria o por autobús.

## Demografía
| 2 072 | 2 049 | 2 146 | 2 327 | 2 818 | 2 672 | 2 780 | 2 818 | 2 950 | 3 106 | 3 137 | 3 070 | 3 333 | 3 483 | 3 592 | 3 675 | 3 809 | 3 854 | 4 031 | 4 136 | 3 830 | 4 390 | 4 550 | 4 614 | 4 701 | 4 940 | 5 308 | 5 819 | 6 187 | 6 785 | 7 477 | 7 633 | 7 737 | 7 701 |
| Para los censos de 1962 a 1999 la población legal corresponde a la población sin duplicidades (Fuente: INSEE [Consultar]) |       |       |       |       |       |       |       |       |       |       |       |       |       |       |       |       |       |       |       |       |       |       |       |       |       |       |       |       |       |       |       |       |       |

## Personalidades
- Robert de Wavrin, Senescal de Francia, † 1192/97
- Robert de Wavrin, Mariscal del Reino de Francia, † 1360
- Jean de Wavrin, nace 1400 - muere 1471